# Bayerische Handballmeisterschaft 1951
Die Bayerische Handballmeisterschaft 1951 war die zweite vom Bayerischen Handball-Verband (BHV) ausgerichtete Endrunde um die bayerische Meisterschaft im Hallenhandball der Männer.
Sie wurde in einem Ausscheidungsturnier durchgeführt. Im Januar 1951 fand das Entscheidungsspiel um die Bayerische Meisterschaft statt.

## Turnierverlauf
Das Endspiel: VfL 1926 München : TSV 1860 Ansbach 9 : 7 n. V. wurde nachträglich annulliert, es gibt keinen Bayerischen Meister 1951.
Der VfL 1926 München wurde für die Süddeutsche Meisterschaft 1951 gemeldet, kam aber dabei nicht über einen vierten Platz hinaus und verpasste damit auch die Qualifikation zur Endrunde um die Deutsche Meisterschaft in Münster.